# Eastern (gatunek filmowy)
Eastern – gatunek filmowy czerpiący swoją ikonografię z westernu, lecz osadzony na pograniczach państw innych niż Stany Zjednoczone, głównie w Azji Środkowej .
Prym w realizacji easternów wiodła kinematografia radziecka. Wiele filmów radzieckich było osadzonych w realiach rewolucji październikowej oraz wojny domowej w Rosji, przy czym westernowych stróżów prawa zastępowali partyjni komisarze, natomiast Indian reprezentowały ludy środkowoazjatyckie. Jako reprezentatywny radziecki eastern wskazuje się Białe słońce pustyni (1970) Władimira Motyla .
Easterny produkowały też inne kinematografie wschodnie. Za przykład może posłużyć polskie Prawo i pięść (1964) Jerzego Hoffmana i Edwarda Skórzewskiego, osadzone wprawdzie w realiach Ziem Odzyskanych, ale rygorystycznie przestrzegające reguł westernu . Do współczesnych przykładów gatunku należy kurdyjski film Pewnego razu na Dzikim Wschodzie (2013) Hinera Saleema, gdzie rolę wrogów samotnego stróża prawa pełnią bojownicy tzw. Państwa Islamskiego . Istnieją też imitacje spaghetti westernów przeniesione w realia wschodnie, na przykład koreański Dobry, zły i zakręcony (2008) Kim Jee-woona o wojnie chińsko-japońskiej .